# Neptunea pribiloffensis
Neptunea pribiloffensis är en snäckart som först beskrevs av Dall 1919.  Neptunea pribiloffensis ingår i släktet Neptunea och familjen valthornssnäckor. Inga underarter finns listade i Catalogue of Life.

## Bildgalleri

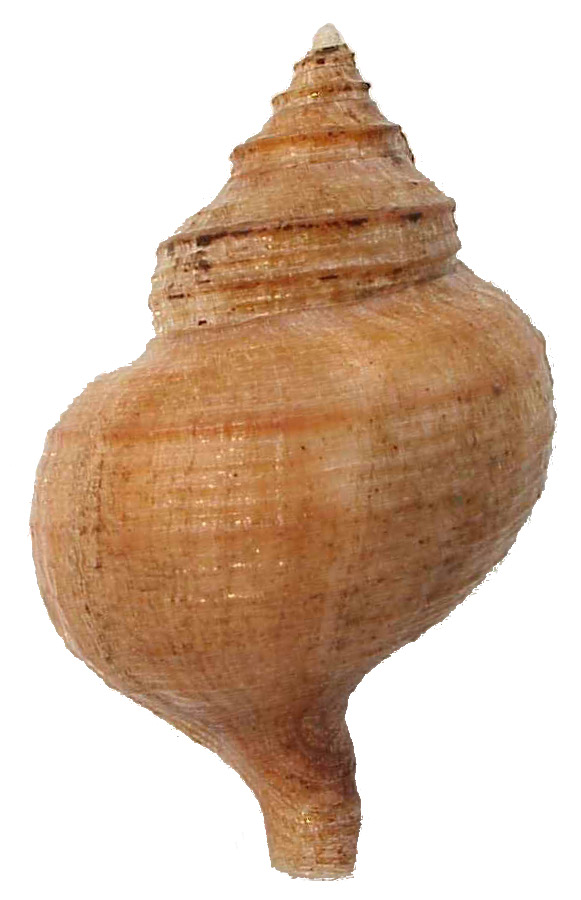